# Дуня Здуц
Дуня Здуц — австрійська біатлоністка, срібна призерка чемпіонату світу.